# فروبردن (غذا)

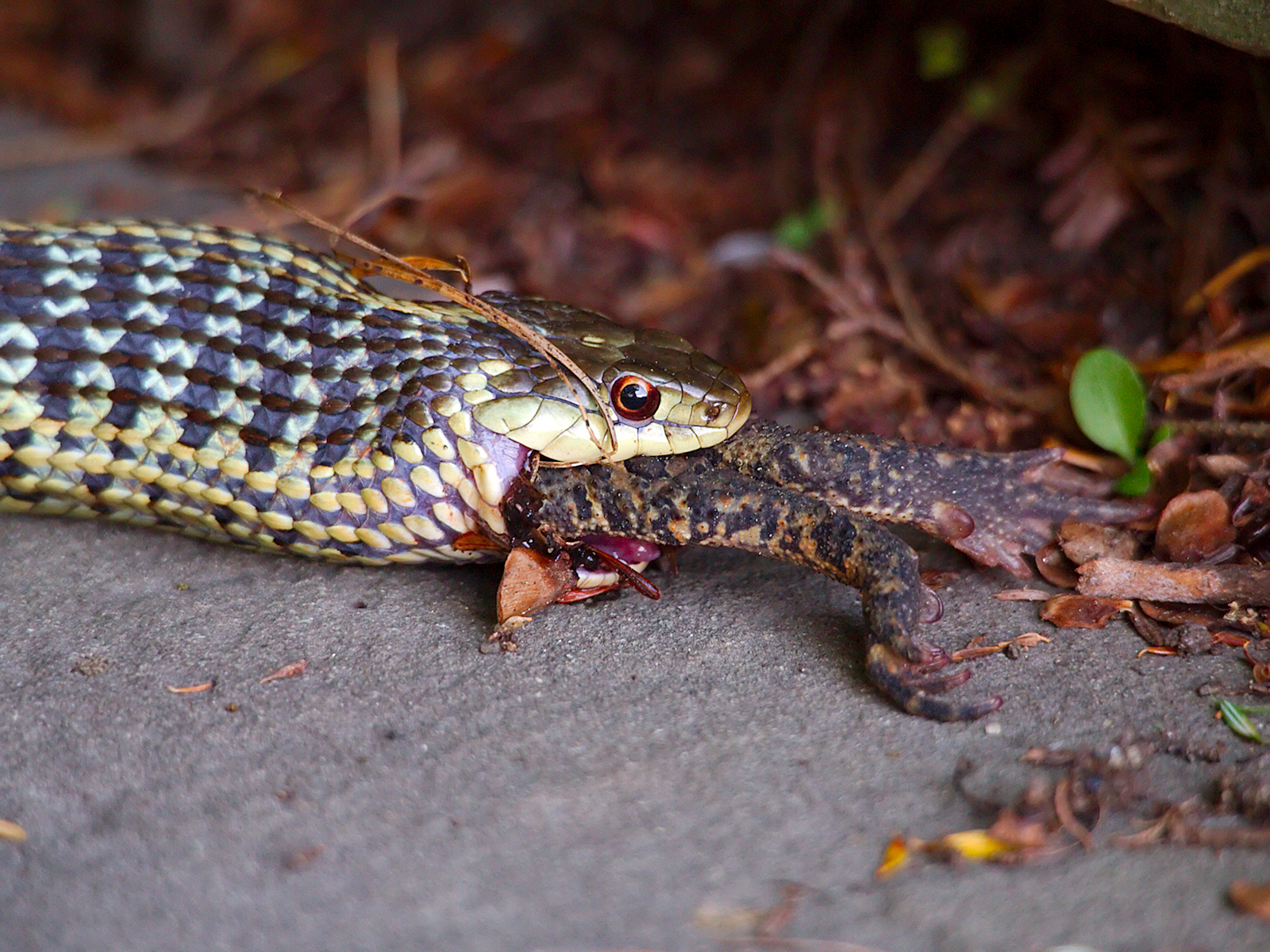
فروبردن (غذا)

فروبردن یا قورت دادن یا بلعیدن و گاهی درهیختن یا درهنجیدن (به انگلیسی: Ingestion) فرایند مصرف یک ماده شیمیایی به وسیله یک موجود زنده است.
در جانوران (و انسان) این فرایند از راه دهان و به‌وسیله انجام عمل‌های خوردن یا آشامیدن پیشامد می‌کند. در ارگانیسم‌های تک‌یاخته، یک ماده از طریق غشا سلولی درهیخته می‌گردد.